# 苏姗·伍尔德里奇
苏姗·伍尔德里奇（英語：Susan Wooldridge，1950年7月31日—），女，英国演员。曾获得英国电影学院奖最佳女配角。